# Hristo Bonev
Hristo Atanasov Bonev-Zuma (in bulgaro Христо Атанасов Бонев-Зума?; Filippopoli, 3 febbraio 1947) è un allenatore di calcio ed ex calciatore bulgaro di ruolo centrocampista.

## Carriera
Da giocatore ha disputato con la nazionale bulgara due edizioni del campionato mondiale di calcio, quelle di Messico 1970 e di Germania Ovest 1974, e da allenatore è stato selezionatore della nazionale bulgara dal 1996 al 1998, prendendo parte al campionato mondiale di calcio 1998, dove la squadra fu eliminata al primo turno. Da allenatore ha vinto il campionato greco e la Coppa di Cipro.
È il detentore del record di gol con la nazionale bulgara, primato eguagliato dal connazionale Dimităr Berbatov.

## Statistiche

### Cronologia presenze e reti in nazionale
| Cronologia completa delle presenze e delle reti in nazionale ― Bulgaria | Cronologia completa delle presenze e delle reti in nazionale ― Bulgaria | Cronologia completa delle presenze e delle reti in nazionale ― Bulgaria | Cronologia completa delle presenze e delle reti in nazionale ― Bulgaria | Cronologia completa delle presenze e delle reti in nazionale ― Bulgaria | Cronologia completa delle presenze e delle reti in nazionale ― Bulgaria | Cronologia completa delle presenze e delle reti in nazionale ― Bulgaria | Cronologia completa delle presenze e delle reti in nazionale ― Bulgaria |
| Data                                                                    | Città                                                                   | In casa                                                                 | Risultato                                                               | Ospiti                                                                  | Competizione                                                            | Reti                                                                    | Note                                                                    |
| ----------------------------------------------------------------------- | ----------------------------------------------------------------------- | ----------------------------------------------------------------------- | ----------------------------------------------------------------------- | ----------------------------------------------------------------------- | ----------------------------------------------------------------------- | ----------------------------------------------------------------------- | ----------------------------------------------------------------------- |
| 22-3-1967                                                               | Hannover                                                                | Germania Ovest                                                          | 1 – 0                                                                   | Bulgaria                                                                | Amichevole                                                              | -                                                                       |                                                                         |
| 11-6-1967                                                               | Stoccolma                                                               | Svezia                                                                  | 0 – 2                                                                   | Bulgaria                                                                | Amichevole                                                              | -                                                                       |                                                                         |
| 29-6-1967                                                               | Oslo                                                                    | Norvegia                                                                | 0 – 0                                                                   | Bulgaria                                                                | Amichevole                                                              | -                                                                       |                                                                         |
| 8-10-1967                                                               | Sofia                                                                   | Bulgaria                                                                | 1 – 2                                                                   | Unione Sovietica                                                        | Amichevole                                                              | -                                                                       |                                                                         |
| 12-10-1967                                                              | Istanbul                                                                | Turchia                                                                 | 2 – 3                                                                   | Bulgaria                                                                | Amichevole                                                              | -                                                                       |                                                                         |
| 12-11-1967                                                              | Sofia                                                                   | Bulgaria                                                                | 3 – 0                                                                   | Svezia                                                                  | Qual. Euro 1968                                                         | -                                                                       |                                                                         |
| 26-11-1967                                                              | Sofia                                                                   | Bulgaria                                                                | 1 – 0                                                                   | Portogallo                                                              | Qual. Euro 1968                                                         | -                                                                       |                                                                         |
| 17-12-1967                                                              | Lisbona                                                                 | Portogallo                                                              | 0 – 0                                                                   | Bulgaria                                                                | Qual. Euro 1968                                                         | -                                                                       |                                                                         |
| 28-4-1968                                                               | Napoli                                                                  | Italia                                                                  | 2 – 0                                                                   | Bulgaria                                                                | Qual. Euro 1968                                                         | -                                                                       |                                                                         |
| 9-10-1968                                                               | Istanbul                                                                | Turchia                                                                 | 0 – 2                                                                   | Bulgaria                                                                | Amichevole                                                              | 1                                                                       |                                                                         |
| 27-10-1968                                                              | Sofia                                                                   | Bulgaria                                                                | 2 – 0                                                                   | Paesi Bassi                                                             | Qual. Mondiali 1970                                                     | 1                                                                       |                                                                         |
| 11-12-1968                                                              | Londra                                                                  | Inghilterra                                                             | 1 – 1                                                                   | Bulgaria                                                                | Amichevole                                                              | -                                                                       |                                                                         |
| 23-4-1969                                                               | Sofia                                                                   | Bulgaria                                                                | 2 – 1                                                                   | Lussemburgo                                                             | Qual. Mondiali 1970                                                     | -                                                                       |                                                                         |
| 24-5-1969                                                               | Torino                                                                  | Italia                                                                  | 0 – 0                                                                   | Bulgaria                                                                | Amichevole                                                              | -                                                                       |                                                                         |
| 15-6-1969                                                               | Sofia                                                                   | Bulgaria                                                                | 4 – 1                                                                   | Polonia                                                                 | Qual. Mondiali 1970                                                     | 1                                                                       |                                                                         |
| 24-9-1969                                                               | Sofia                                                                   | Bulgaria                                                                | 0 – 1                                                                   | Germania Ovest                                                          | Amichevole                                                              | -                                                                       |                                                                         |
| 22-10-1969                                                              | Rotterdam                                                               | Paesi Bassi                                                             | 1 – 1                                                                   | Bulgaria                                                                | Qual. Mondiali 1970                                                     | 1                                                                       |                                                                         |
| 9-11-1969                                                               | Varsavia                                                                | Polonia                                                                 | 3 – 0                                                                   | Bulgaria                                                                | Qual. Mondiali 1970                                                     | -                                                                       |                                                                         |
| 7-12-1969                                                               | Lussemburgo                                                             | Lussemburgo                                                             | 1 – 3                                                                   | Bulgaria                                                                | Amichevole                                                              | 1                                                                       |                                                                         |
| 28-12-1969                                                              | Casablanca                                                              | Marocco                                                                 | 3 – 0                                                                   | Bulgaria                                                                | Amichevole                                                              | -                                                                       |                                                                         |
| 15-2-1970                                                               | Città del Messico                                                       | Messico                                                                 | 1 – 1                                                                   | Bulgaria                                                                | Amichevole                                                              | -                                                                       |                                                                         |
| 18-2-1970                                                               | León                                                                    | Messico                                                                 | 2 – 0                                                                   | Bulgaria                                                                | Amichevole                                                              | -                                                                       |                                                                         |
| 24-2-1970                                                               | Lima                                                                    | Perù                                                                    | 5 – 3                                                                   | Bulgaria                                                                | Amichevole                                                              | -                                                                       |                                                                         |
| 8-4-1970                                                                | Rouen                                                                   | Francia                                                                 | 1 – 1                                                                   | Bulgaria                                                                | Amichevole                                                              | -                                                                       |                                                                         |
| 5-5-1970                                                                | Sofia                                                                   | Bulgaria                                                                | 3 – 3                                                                   | Unione Sovietica                                                        | Amichevole                                                              | 1                                                                       |                                                                         |
| 2-6-1970                                                                | León                                                                    | Perù                                                                    | 3 – 2                                                                   | Bulgaria                                                                | Mondiali 1970 - 1º turno                                                | 1                                                                       |                                                                         |
| 7-6-1970                                                                | León                                                                    | Germania Ovest                                                          | 5 – 2                                                                   | Bulgaria                                                                | Mondiali 1970 - 1º turno                                                | -                                                                       |                                                                         |
| 11-6-1970                                                               | León                                                                    | Bulgaria                                                                | 1 – 1                                                                   | Marocco                                                                 | Mondiali 1970 - 1º turno                                                | -                                                                       |                                                                         |
| 15-11-1970                                                              | Sofia                                                                   | Bulgaria                                                                | 2 – 1                                                                   | Norvegia                                                                | Amichevole                                                              | -                                                                       |                                                                         |
| 24-3-1971                                                               | Manchester                                                              | Regno Unito                                                             | 1 – 0                                                                   | Bulgaria                                                                | Qual. Olimpiadi 1972                                                    | -                                                                       |                                                                         |
| 7-4-1971                                                                | Il Pireo                                                                | Grecia                                                                  | 0 – 1                                                                   | Bulgaria                                                                | Amichevole                                                              | -                                                                       |                                                                         |
| 28-4-1971                                                               | Sofia                                                                   | Bulgaria                                                                | 1 – 1                                                                   | Unione Sovietica                                                        | Amichevole                                                              | -                                                                       |                                                                         |
| 5-5-1971                                                                | Sofia                                                                   | Bulgaria                                                                | 5 – 0                                                                   | Regno Unito                                                             | Qual. Olimpiadi 1972                                                    | -                                                                       |                                                                         |
| 19-5-1971                                                               | Sofia                                                                   | Bulgaria                                                                | 3 – 0                                                                   | Ungheria                                                                | Qual. Euro 1972                                                         | -                                                                       |                                                                         |
| 9-6-1971                                                                | Oslo                                                                    | Norvegia                                                                | 1 – 4                                                                   | Bulgaria                                                                | Qual. Euro 1972                                                         | 2                                                                       |                                                                         |
| 7-9-1971                                                                | Monaco di Baviera                                                       | Germania Ovest                                                          | 3 – 1                                                                   | Bulgaria                                                                | Amichevole                                                              | 1                                                                       |                                                                         |
| 25-9-1971                                                               | Budapest                                                                | Ungheria                                                                | 2 – 0                                                                   | Bulgaria                                                                | Qual. Euro 1972                                                         | -                                                                       |                                                                         |
| 27-10-1971                                                              | Bucarest                                                                | Romania                                                                 | 1 – 1                                                                   | Bulgaria                                                                | Amichevole                                                              | 1                                                                       |                                                                         |
| 10-11-1971                                                              | Nantes                                                                  | Francia                                                                 | 2 – 1                                                                   | Bulgaria                                                                | Amichevole                                                              | 1                                                                       |                                                                         |
| 17-11-1971                                                              | Sofia                                                                   | Bulgaria                                                                | 2 – 2                                                                   | Grecia                                                                  | Amichevole                                                              | -                                                                       |                                                                         |
| 24-11-1971                                                              | Sofia                                                                   | Bulgaria                                                                | 8 – 3                                                                   | Spagna                                                                  | Amichevole                                                              | 1                                                                       |                                                                         |
| 4-12-1971                                                               | Sofia                                                                   | Bulgaria                                                                | 2 – 1                                                                   | Francia                                                                 | Amichevole                                                              | -                                                                       |                                                                         |
| 29-3-1972                                                               | Sofia                                                                   | Bulgaria                                                                | 1 – 1                                                                   | Unione Sovietica                                                        | Amichevole                                                              | 1                                                                       |                                                                         |
| 16-4-1972                                                               | Sofia                                                                   | Bulgaria                                                                | 3 – 1                                                                   | Polonia                                                                 | Qual. Olimpiadi 1972                                                    | 2                                                                       |                                                                         |
| 7-5-1972                                                                | Varsavia                                                                | Polonia                                                                 | 3 – 0                                                                   | Bulgaria                                                                | Qual. Olimpiadi 1972                                                    | -                                                                       |                                                                         |
| 31-5-1972                                                               | Burgos                                                                  | Spagna                                                                  | 3 – 3                                                                   | Bulgaria                                                                | Qual. Olimpiadi 1972                                                    | 1                                                                       |                                                                         |
| 7-6-1972                                                                | Mosca                                                                   | Unione Sovietica                                                        | 1 – 0                                                                   | Bulgaria                                                                | Amichevole                                                              | -                                                                       |                                                                         |
| 21-6-1972                                                               | Sofia                                                                   | Bulgaria                                                                | 1 – 1                                                                   | Italia                                                                  | Amichevole                                                              | 1                                                                       |                                                                         |
| 11-10-1972                                                              | Sofia                                                                   | Bulgaria                                                                | 2 – 1                                                                   | Jugoslavia                                                              | Amichevole                                                              | -                                                                       |                                                                         |
| 18-10-1972                                                              | Sofia                                                                   | Bulgaria                                                                | 3 – 0                                                                   | Irlanda del Nord                                                        | Qual. Mondiali 1974                                                     | 2                                                                       |                                                                         |
| 19-11-1972                                                              | Lysi                                                                    | Cipro                                                                   | 0 – 4                                                                   | Bulgaria                                                                | Qual. Mondiali 1974                                                     | 2                                                                       |                                                                         |
| 28-1-1973                                                               | Lysi                                                                    | Cipro                                                                   | 0 – 3                                                                   | Bulgaria                                                                | Amichevole                                                              | -                                                                       |                                                                         |
| 31-1-1973                                                               | Nea Filadelfia                                                          | Grecia                                                                  | 2 – 2                                                                   | Bulgaria                                                                | Amichevole                                                              | 1                                                                       |                                                                         |
| 28-3-1973                                                               | Plovdiv                                                                 | Bulgaria                                                                | 1 – 0                                                                   | Unione Sovietica                                                        | Amichevole                                                              | -                                                                       |                                                                         |
| 2-5-1973                                                                | Sofia                                                                   | Bulgaria                                                                | 2 – 1                                                                   | Portogallo                                                              | Qual. Mondiali 1974                                                     | 1                                                                       |                                                                         |
| 12-5-1973                                                               | Amburgo                                                                 | Germania Ovest                                                          | 3 – 0                                                                   | Bulgaria                                                                | Amichevole                                                              | -                                                                       |                                                                         |
| 19-8-1973                                                               | Varna                                                                   | Bulgaria                                                                | 2 – 0                                                                   | Polonia                                                                 | Amichevole                                                              | -                                                                       |                                                                         |
| 26-9-1973                                                               | Sheffield                                                               | Irlanda del Nord                                                        | 0 – 0                                                                   | Bulgaria                                                                | Qual. Mondiali 1974                                                     | -                                                                       |                                                                         |
| 13-10-1973                                                              | Lisbona                                                                 | Portogallo                                                              | 2 – 2                                                                   | Bulgaria                                                                | Qual. Mondiali 1974                                                     | 2                                                                       |                                                                         |
| 18-11-1973                                                              | Sofia                                                                   | Bulgaria                                                                | 2 – 0                                                                   | Cipro                                                                   | Qual. Mondiali 1974                                                     | -                                                                       |                                                                         |
| 6-2-1974                                                                | Morfou                                                                  | Cipro                                                                   | 1 – 4                                                                   | Bulgaria                                                                | Amichevole                                                              | 3                                                                       |                                                                         |
| 8-2-1974                                                                | Al Kuwait                                                               | Kuwait                                                                  | 1 – 3                                                                   | Bulgaria                                                                | Amichevole                                                              | 1                                                                       |                                                                         |
| 10-2-1974                                                               | Al Kuwait                                                               | Kuwait                                                                  | 1 – 2                                                                   | Bulgaria                                                                | Amichevole                                                              | 2                                                                       |                                                                         |
| 31-3-1974                                                               | Zalaegerszeg                                                            | Ungheria                                                                | 3 – 1                                                                   | Bulgaria                                                                | Amichevole                                                              | 1                                                                       |                                                                         |
| 13-4-1974                                                               | Plovdiv                                                                 | Bulgaria                                                                | 0 – 1                                                                   | Cecoslovacchia                                                          | Amichevole                                                              | -                                                                       |                                                                         |
| 8-5-1974                                                                | Sofia                                                                   | Bulgaria                                                                | 5 – 1                                                                   | Turchia                                                                 | Amichevole                                                              | 2                                                                       |                                                                         |
| 25-5-1974                                                               | Sofia                                                                   | Bulgaria                                                                | 6 – 1                                                                   | Corea del Nord                                                          | Amichevole                                                              | 3                                                                       |                                                                         |
| 1-6-1974                                                                | Sofia                                                                   | Bulgaria                                                                | 0 – 1                                                                   | Inghilterra                                                             | Amichevole                                                              | -                                                                       |                                                                         |
| 15-6-1974                                                               | Düsseldorf                                                              | Svezia                                                                  | 0 – 0                                                                   | Bulgaria                                                                | Mondiali 1974 - 1º turno                                                | -                                                                       |                                                                         |
| 19-6-1974                                                               | Hannover                                                                | Bulgaria                                                                | 1 – 1                                                                   | Uruguay                                                                 | Mondiali 1974 - 1º turno                                                | 1                                                                       |                                                                         |
| 23-6-1974                                                               | Dortmund                                                                | Bulgaria                                                                | 1 – 4                                                                   | Paesi Bassi                                                             | Mondiali 1974 - 1º turno                                                | -                                                                       |                                                                         |
| 13-10-1974                                                              | Sofia                                                                   | Bulgaria                                                                | 3 – 3                                                                   | Grecia                                                                  | Qual. Euro 1976                                                         | 1                                                                       |                                                                         |
| 10-11-1974                                                              | Varna                                                                   | Bulgaria                                                                | 0 – 0                                                                   | Ungheria                                                                | Amichevole                                                              | -                                                                       |                                                                         |
| 18-12-1974                                                              | Il Pireo                                                                | Grecia                                                                  | 2 – 1                                                                   | Bulgaria                                                                | Qual. Euro 1976                                                         | -                                                                       |                                                                         |
| 7-6-1975                                                                | Sofia                                                                   | Bulgaria                                                                | 4 – 0                                                                   | Ungheria                                                                | Qual. Olimpiadi 1976                                                    | -                                                                       |                                                                         |
| 11-6-1975                                                               | Sofia                                                                   | Bulgaria                                                                | 5 – 0                                                                   | Malta                                                                   | Qual. Euro 1976                                                         | 1                                                                       |                                                                         |
| 24-9-1975                                                               | Istanbul                                                                | Turchia                                                                 | 0 – 2                                                                   | Bulgaria                                                                | Qual. Olimpiadi 1976                                                    | -                                                                       |                                                                         |
| 19-11-1975                                                              | Stoccarda                                                               | Germania Ovest                                                          | 1 – 0                                                                   | Bulgaria                                                                | Qual. Euro 1976                                                         | -                                                                       |                                                                         |
| 21-12-1975                                                              | Gżira                                                                   | Malta                                                                   | 0 – 2                                                                   | Bulgaria                                                                | Qual. Euro 1976                                                         | -                                                                       |                                                                         |
| 25-1-1976                                                               | Tokyo                                                                   | Giappone                                                                | 1 – 3                                                                   | Bulgaria                                                                | Amichevole                                                              | 1                                                                       |                                                                         |
| 28-1-1976                                                               | Osaka                                                                   | Giappone                                                                | 1 – 1                                                                   | Bulgaria                                                                | Amichevole                                                              | 1                                                                       |                                                                         |
| 1-2-1976                                                                | Tokyo                                                                   | Giappone                                                                | 0 – 3                                                                   | Bulgaria                                                                | Amichevole                                                              | -                                                                       |                                                                         |
| 24-3-1976                                                               | Sofia                                                                   | Bulgaria                                                                | 0 – 3                                                                   | Unione Sovietica                                                        | Amichevole                                                              | -                                                                       |                                                                         |
| 14-4-1976                                                               | Stara Zagora                                                            | Bulgaria                                                                | 3 – 0                                                                   | Turchia                                                                 | Qual. Olimpiadi 1976                                                    | -                                                                       |                                                                         |
| 5-5-1976                                                                | Sofia                                                                   | Bulgaria                                                                | 3 – 0                                                                   | Corea del Nord                                                          | Amichevole                                                              | 2                                                                       |                                                                         |
| 12-5-1976                                                               | Sofia                                                                   | Bulgaria                                                                | 1 – 0                                                                   | Romania                                                                 | Amichevole                                                              | -                                                                       |                                                                         |
| 17-8-1976                                                               | Lucerna                                                                 | Svizzera                                                                | 2 – 2                                                                   | Bulgaria                                                                | Amichevole                                                              | -                                                                       |                                                                         |
| 22-9-1976                                                               | Sofia                                                                   | Bulgaria                                                                | 2 – 2                                                                   | Turchia                                                                 | Amichevole                                                              | 1                                                                       |                                                                         |
| 9-10-1976                                                               | Sofia                                                                   | Bulgaria                                                                | 2 – 2                                                                   | Francia                                                                 | Qual. Mondiali 1978                                                     | 1                                                                       |                                                                         |
| 27-10-1976                                                              | Sliven                                                                  | Bulgaria                                                                | 0 – 4                                                                   | Germania Est                                                            | Amichevole                                                              | -                                                                       |                                                                         |
| 30-1-1977                                                               | Nicosia                                                                 | Cipro                                                                   | 1 – 2                                                                   | Bulgaria                                                                | Amichevole                                                              | -                                                                       |                                                                         |
| 16-2-1977                                                               | Istanbul                                                                | Turchia                                                                 | 2 – 0                                                                   | Bulgaria                                                                | Amichevole                                                              | -                                                                       |                                                                         |
| 13-4-1977                                                               | Sofia                                                                   | Bulgaria                                                                | 3 – 1                                                                   | Danimarca                                                               | Amichevole                                                              | -                                                                       |                                                                         |
| 26-10-1977                                                              | Sofia                                                                   | Bulgaria                                                                | 0 – 0                                                                   | Grecia                                                                  | Amichevole                                                              | -                                                                       |                                                                         |
| 16-11-1977                                                              | Parigi                                                                  | Francia                                                                 | 3 – 1                                                                   | Bulgaria                                                                | Qual. Mondiali 1978                                                     | -                                                                       |                                                                         |
| 25-04-1979                                                              | Buenos Aires                                                            | Argentina                                                               | 2 – 1                                                                   | Bulgaria                                                                | Amichevole                                                              | 1                                                                       |                                                                         |
| Totale                                                                  |                                                                         | Presenze                                                                | 96                                                                      |                                                                         | Reti                                                                    | 48                                                                      |                                                                         |

## Palmarès

### Allenatore

#### Competizioni nazionali
- Campionato greco: 1

Panathinaikos: 1989-1990
- Coppa di Cipro: 1

APOEL: 1994-1995

### Individuale
- Calciatore bulgaro dell'anno: 3

1969, 1972, 1973